# Shi Jinglin
Shi Jinglin (chiń. 史婧琳; pinyin Shǐ Jìnglín; ur. 3 stycznia 1993 w Nankin) – chińska pływaczka specjalizująca się w stylu klasycznym, brązowa medalistka igrzysk olimpijskich w Rio de Janeiro, medalistka mistrzostw świata.

## Kariera
Shi pierwsze międzynarodowe sukcesy odniosła na igrzyskach azjatyckich w południowokoreańskim Incheon w 2014 roku. Zdobyła tam złoty medal na dystansie 100 m stylem klasycznym, gdzie o 0,03 s wyprzedziła Japonkę Kanako Watanabe i z czasem 1:06,67 min ustanowiła nowy rekord igrzysk. W konkurencji 200 m stylem klasycznym była trzecia.
W tym samym roku podczas mistrzostw świata na krótkim basenie z czasem 1:04,52 min uplasowała się na czwartym miejscu na 100 m żabką. W konkurencji 200 m w tym samym stylu zajęła piąte miejsce.
Na mistrzostwach świata w 2015 roku płynąc w sztafecie zmiennej 4 × 100 m wywalczyła złoty medal. W konkurencji 200 m stylem klasycznym zdobyła brązowy medal ex aequo z  Dunką Rikke Møller Pedersen i Hiszpanką Jessicą Vall. Wszystkie pływaczki uzyskały w finale czas 2:22,76. Na dystansie 100 m żabką była piąta z czasem 1:06,55. Brała także udział w konkurencji 50 m stylem klasycznym, ale nie zakwalifikowała się do półfinału i ostatecznie zajęła 24. miejsce.
Podczas igrzysk olimpijskich w 2016 roku zdobyła brązowy medal na dystansie 200 m żabką, uzyskując w finale czas 2:22,28. W konkurencji 100 m w tym samym stylu z czasem 1:06,37 min uplasowała się na czwartym miejscu. Shi płynęła także w finale sztafet zmiennych 4 × 100 m, podczas których Chinki przypłynęły czwarte.
W 2017 roku na mistrzostwach świata w Budapeszcie wywalczyła brąz w konkurencji 200 m stylem klasycznym, uzyskawszy czas 2:21,93. Shi płynęła także w eliminacjach sztafet mieszanych 4 × 100 m stylem zmiennym i otrzymała brązowy medal, kiedy Chińczycy zajęli w finale trzecie miejsce. Na dystansie 100 m stylem klasycznym była piąta z czasem 1:06,43.